# ريتشارد ديميتري
ريتشارد ديميتري (بالإنجليزية: Richard Dimitri)‏ هو ممثل تعبيري وممثل أمريكي، ولد في 27 يوليو 1942 في نيويورك في الولايات المتحدة.

## وصلات خارجية
- ريتشارد ديميتري على موقع IMDb (الإنجليزية)
- ريتشارد ديميتري على موقع قاعدة بيانات برودواي على الإنترنت (الإنجليزية)
- ريتشارد ديميتري على موقع قاعدة بيانات برودواي على الإنترنت (الإنجليزية)
- ريتشارد ديميتري على موقع قاعدة بيانات الفيلم (الإنجليزية)